# ナラクーバラ

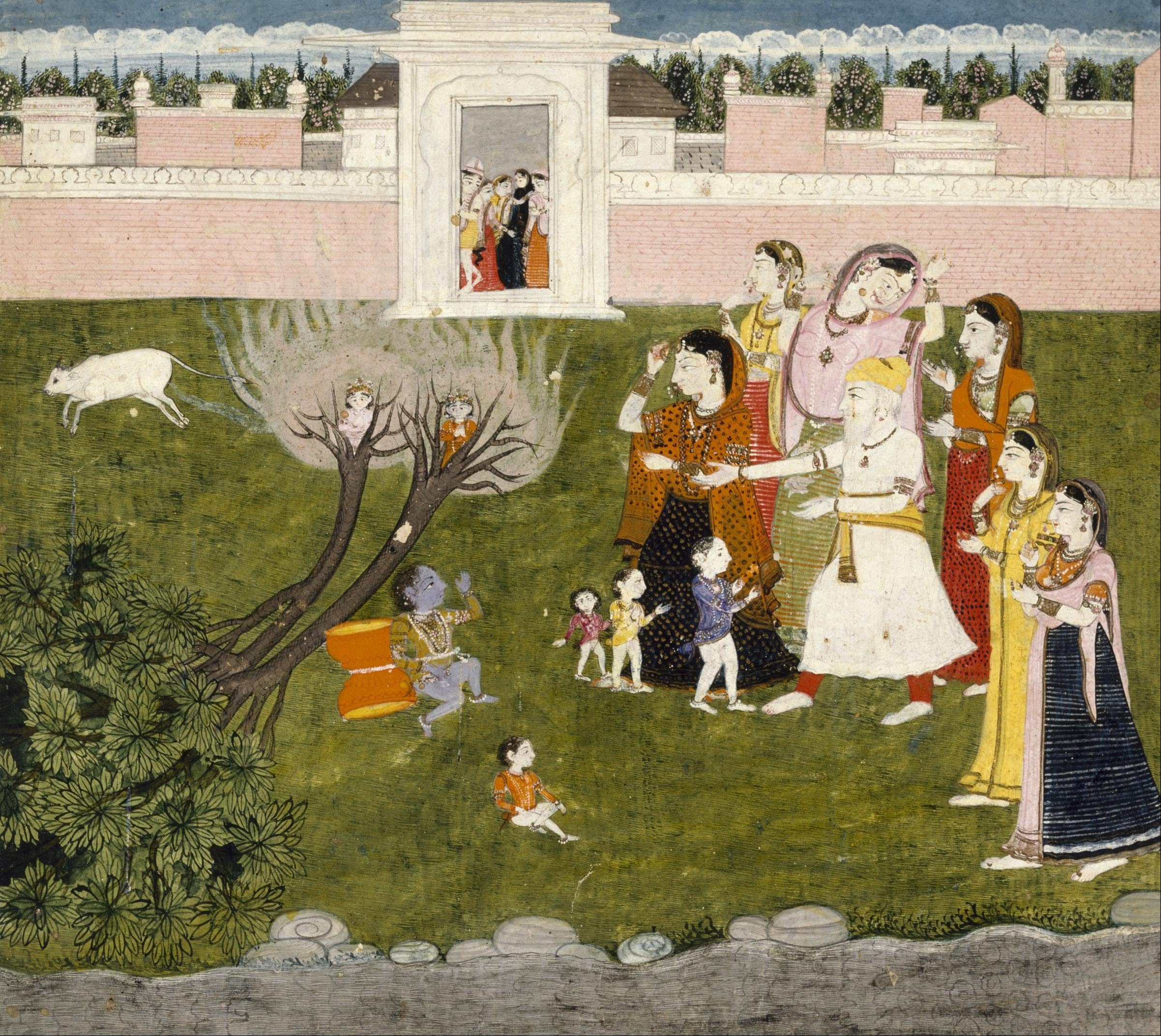
クリシュナ(中央の臼に括られた子供)のおかげでナーラダの呪いから解き放たれたナラクーバラとマニグリーヴァ

ナラクーバラ（サンスクリット語: नलकूबर, Nalakūbara）は、インド神話に登場するデーヴァ、ガンダルヴァまたはヤクシャ。
『アグニ・プラーナ』や『バーガヴァタ・プラーナ』ではナラクーヴァラ （サンスクリット語: नलकूवर, Nalakūvara）と呼ばれる。
クベーラの子で、マニグリーヴァ（サンスクリット語: मणिग्रीव, Maṇigrīva）の兄。妻はラムバー。
後に仏教の主護神として中国に伝えられ、さらに道教に取り入れられて哪吒となった。

## 伝承・逸話

### ヒンドゥー教

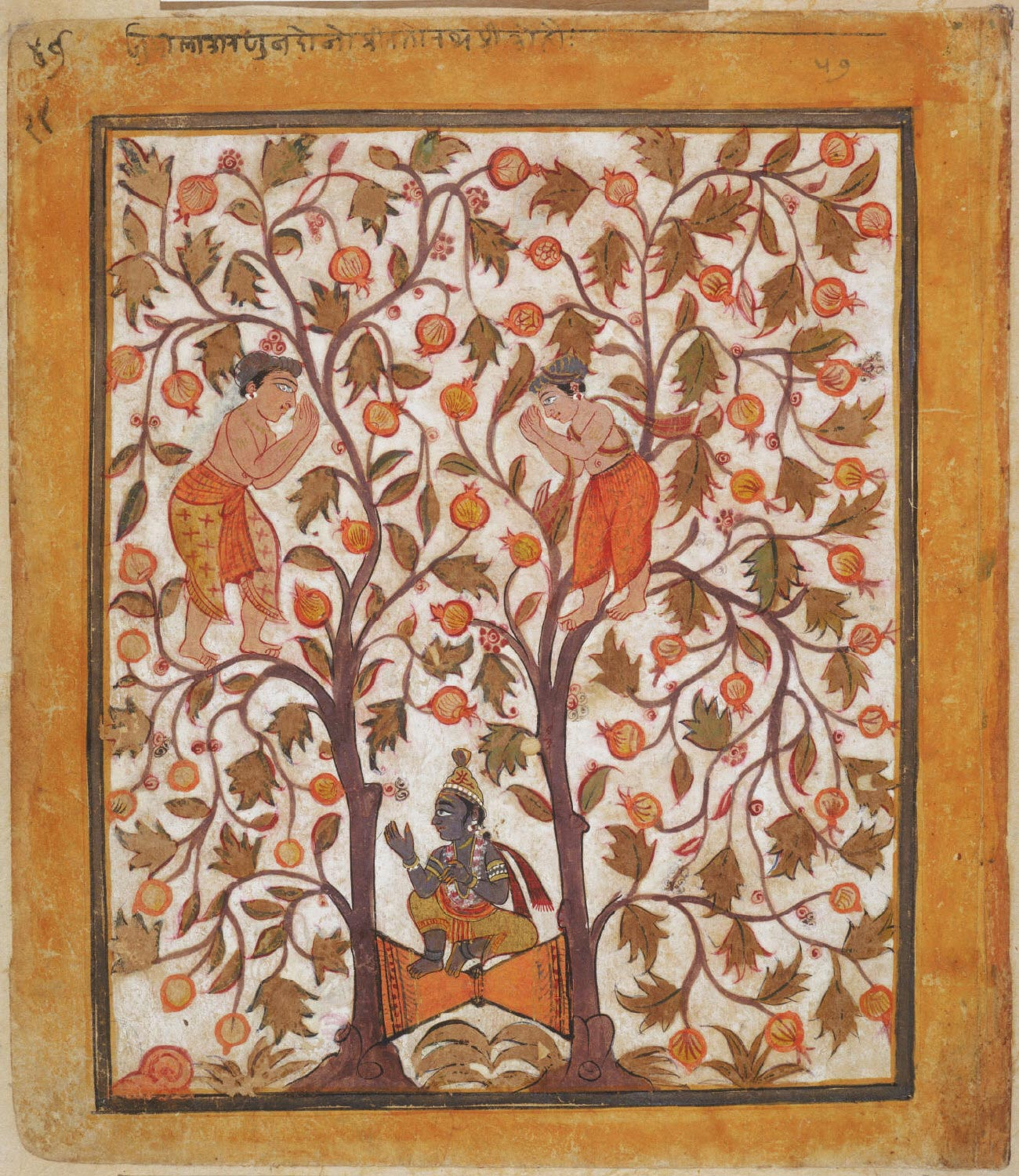
臼で2本のアルジュナの木を割くクリシュナと、彼を拝むナラクーバラとマニグリーヴァ

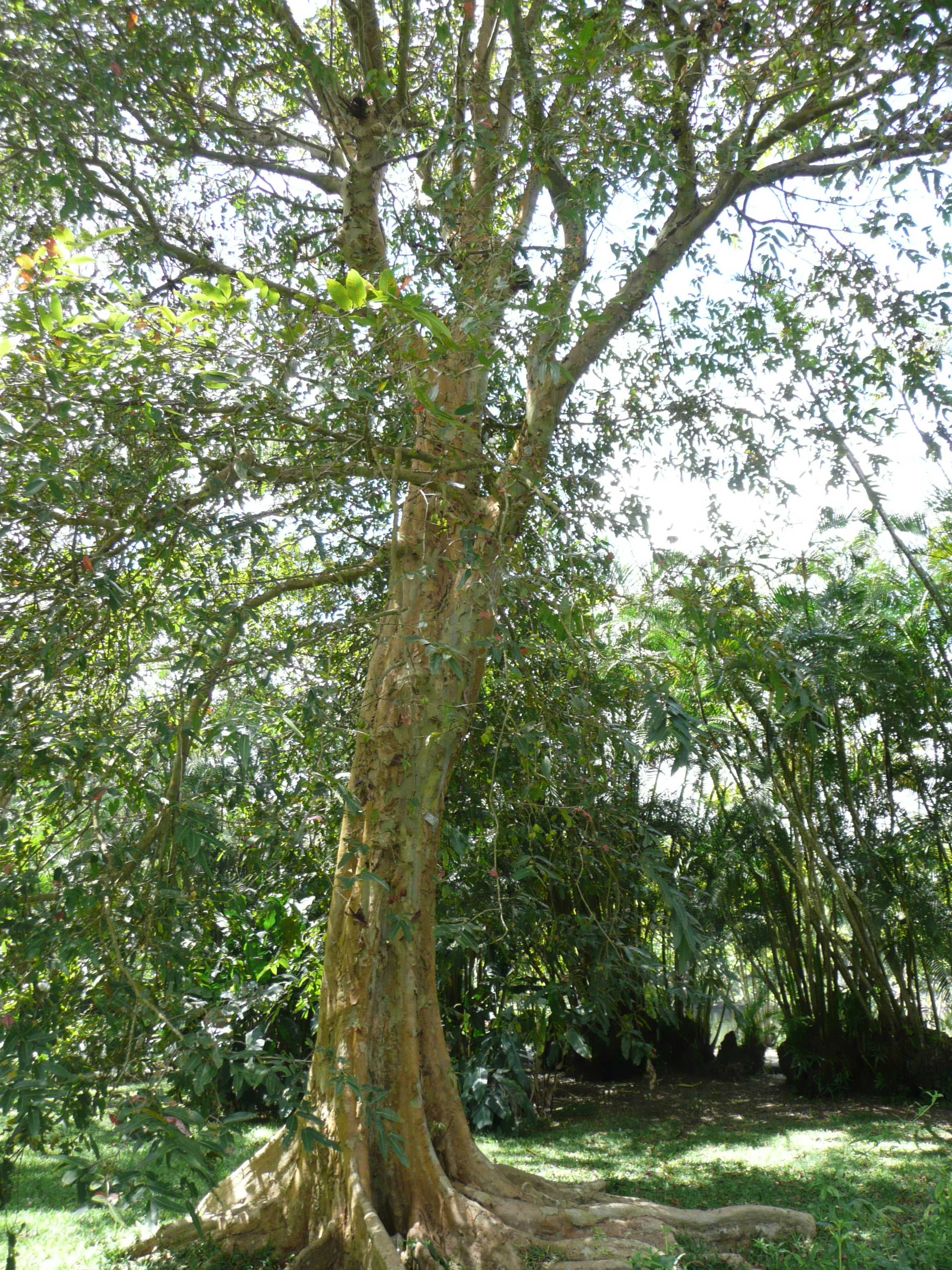
アルジュナの木 (en)

#### バーガヴァタ・プラーナ
『バーガヴァタ・プラーナ』には、ナラクーバラが兄弟と共に呪いを受けて木の姿にされた事が記されている。
カイラス山に住む財宝の神クベーラの子であるナラクーバラとマニグリーヴァは、ルドラの眷属であり、地位と財産に恵まれていたため、贅を尽くし、酒色に溺れる生活を送っていた。ある日、したたかに酩酊していた二人は、通りかかった聖仙ナーラダに無礼を働いてしまった。その際、二人の態度を嘆いたナーラダは、反省を促すべく、二人に樹木に変身する呪いをかけ、「神の100年の後に呪いが解ける」と予言して去った。アルジュナの双生樹となり、身動きの取れなくなった二人は前非を悔いた。
長い時間を経たあとのある日、幼いクリシュナはバターを盗んだため、更なるいたずらをしないように母により臼にくくりつけられてしまった。しかし、それをものともせずに、クリシュナは臼を引きずって歩き、件のアルジュナの双生樹の間を通った。臼は木の間に引っ掛かったが、そのまま進んだため、木はクリシュナの怪力に耐えきれず2本とも根元から抜けてしまった。これにより呪いが解けて、ナラクーバラとマニグリーヴァは後光とともに出現し、二人はクリシュナに出会えた事を喜ぶと共に、ヴィシュヌに帰依した。

#### ラーマーヤナ
『ラーマーヤナ』の「第7巻 ウッタラ・カーンダ（後の巻）」は、それまでの話とは違って、シーターがラーヴァナに誘拐されていた間の貞操が主題となっており、その貞操の証をたてる逸話という体裁で、ナラクーバラとラムバーの夫婦の話が取り上げられている。
ある夜、ラークシャサの王ラーヴァナは美しいアプサラスのラムバーに目が留まった。ラーヴァナが言い寄ると、ラムバーは、クベーラとラーヴァナは(ヴィシュラヴァスの子で)兄弟だから、(ナラクーバラはラーヴァナの甥なので、)ナラクーバラの妻である自分はラーヴァナの義理の娘(義理の姪)にあたる、と説いて拒否した。しかし、ラーヴァナは、アプサラスに結婚は存在しないのでナラクーバラとの結婚は無効だと主張し、ラムバーを強姦した。
その後、ラムバーがラーヴァナのことをナラクーバラに話すと、ナラクーバラは瞑想を始め、全ての経緯を悟った。怒り狂ったナラクーバラは、今後ラーヴァナが女性の意思に逆らって強姦に及ぶと頭破七分になる呪いをかけた。
このことがあったので、シーターはラーヴァナに誘拐されている間も貞操を守ることができた。

#### カラープールノーダヤム
16世紀にヴィジャヤナガル王国の詩人ピンガリ・スーランナによって書かれた『カラープールノーダヤム』の主要人物の1人がナラクーバラである。
クリシュナに仕える宮女にカラバーシニ(テルグ語: కలభాషిణి, Kalabhāṣiṇi)という美女がいた。ナーラダは自分の弟子でガンダルヴァのマニカンダーラ(テルグ語: మణికంధర, Maṇikandhara)とカラバーシニとの2人は天界でさえ並ぶものがない、と評したところ、居合わせたガンダルヴァのナラクーバラとアプサラスのラムバーが聞いており、怒ったラムバーは自分とナラクバーラの方が優れていると主張し口論になった。そこでナーラダは「ラムバーの特徴を備えた女とナラクーバラの特徴を備えた男がいれば、ラムバーとナラクーバラの不朽の愛も万全ではないだろう」と言って議論を終わらせた。その後、カラバーシニがナラクーバラに思いを寄せていてラムバーに嫉妬していることを知ったナーラダは、思い上がったラムバーを懲らしめるために、カラバーシニを弟子にして音楽を教えた。
しばらくして、ナラクーバラを探し求めるカラバーシニはある成就者(en:Siddha)に出会った。成就者はナラクーバラとラムバーの居所を知っていたので、カラバーシニは案内してもらったが、着いた場所はドゥルガーを祀る寺院だった。成就者はカラバーシニを生贄にして更なる力を得ようと企んでおり、カラバーシニはその企てを寺院にいた老女から聞いて震え上がった。まさにカラバーシニの首が刎ねられようとする瞬間、その老女は割り込んで正体を現し、若く美しい姿へと変化してカラバーシニを助けた。一方、寺院の主のドゥルガーは残酷な成就者を不愉快に思って、カラバーシニともども吹き飛ばした。飛ばされた先で成就者はカラバーシニに襲い掛かろうとしたが、カラバーシニが悲鳴を上げると、ナラクーバラが現れ、成就者は逃げ出した。
ようやくナラクーバラに出会えたカラバーシニは、ラムバーへと変化してナラクーバラを誘い思いを遂げた。しかし、そこへ本物のラムバーが現れ、2人のラムバーがそれぞれ自分を本物だと主張する事態になり、ナラクーバラに判定が委ねられた。ナラクーバラは見事に本物を言い当てて、偽のラムバーであったカラバーシニは本物のラムバーに「剣によって死に至る呪い」をかけられた。その直後にナラクーバラがもうひとり現れ、今度は2人のナラクーバラが各々を本物だと言って口論となるも、ラムバーが後から来た方を本物だと言い当てて、偽のナラクーバラは本物から死の呪いを受けた。
先に成就者を追い払って偽のラムバーと結ばれ、本物のラムバーを言い当てた偽のナラクーバラは、ナーラダの下でカラバーシニとともに音楽を修業したマニカンダーラだった。そういった複雑な状況を各々が告白しあううちに、図らずも既に結ばれていたカラバーシニとマニカンダーラは、お互いが真に愛すべき運命の相手だったことを悟り、改めて2人は愛を誓いあった。しかし、2人ともが死の呪いに侵された身であることはいかんともしがたく、カラバーシニは今生を諦めて来世でマニカンダーラと結ばれる決意を固めた。
そこで、カラバーシニは自分を殺そうとしていた成就者に、改めて自分の首を刎ねるように頼んだが、成就者は先ほどカラバーシニを助けた女にカラバーシニを殺さないと約束していたため、その話を拒否した。仕方なく、カラバーシニは自分を殺す役目をマニカンダーラに果たしてもらうことにした。マニカンダーラは、愛するカラバーシニ殺すことができずにいたが、度重なるカラバーシニからの切なる訴えに心を動かされ、ついにカラバーシニの首を刎ね、自身は投身自殺のために訪れた山でラークシャサと戦って相討ちになり戦死した。このカラバーシニの勇敢な決断と行動にドゥルガーは大変喜び、彼女を即座に復活させて家まで送り届けた。一方のマニカンダーラは成就者の子カラープールナ(テルグ語: కళాపూర్ణ, Kaḷāpūrṇa)王として転生し、さらなる紆余曲折の後にカラバーシニの転生者マドゥーララーラサ(テルグ語: మధురలాలస, Madhuralālasa)と結ばれ、末永く幸せに暮らした。
ナラクーバラの弟のマニグリーヴァはこの物語には登場しないが、カラバーシニがマニカンダーラに向かって「あなたは木に変身する呪いを受けたマニグリーヴァに似ている」と話す場面がある。
カンダーラ(サンスクリット語: कन्धर, kandhara)とグリーヴァ(サンスクリット語: ग्रीव, grīva)はともに「首」という意味なので、マニカンダーラとマニグリーヴァは両方とも「宝石の首」を意味する名前であり、同じガンダルヴァでナラクーバラに匹敵する美しさと才能を持つ「マニカンダーラ」はマニグリーヴァの変名だと暗示されている。

### ジャイナ教
ナラクーバラは難攻不落の城塞の主で、世界征服を終えたラーヴァナもこの砦は攻めあぐねていた。ところが、ナラクーバラの妻のウパラムバーはラーヴァナに懸想しており、密会を持ちかけてきたため、ラーヴァナは彼女に気があるふりをして会うと砦の攻略法を聞き出し、城塞を占領してナラクーバラを捕虜にした。ウパラムバーには「お前は私の(砦を攻略するための)師と言える存在だが他意はなく、夫婦で幸せに暮らすように」と諭してナラクーバラの元へ帰らせた。

### 仏教

#### ブッダチャリタ
『ブッダチャリタ』には、釈迦族の王子であるガウタマ・シッダールタの誕生は、天部におけるナラクーバラの誕生と同程度の慶事であった、と記されている。また、これは曇無讖によって漢訳されており、現存する漢籍では、ナラクーバラに言及した最古のものであると考えられている。
| 繁体字中国語: 毘沙門天王生那羅鳩婆 一切諸天眾皆悉大歡喜 王今生太子迦毘羅衛國 一切諸人民歡喜亦如是 | 日本語: 毘沙門天王に、那羅鳩婆が生まれて、 諸天衆の全てが、ことごとく大歓喜した。 今、王に太子が生まれて、迦毘羅衛国の 民衆の全てが、同様に歓喜した。 |

#### 本生経

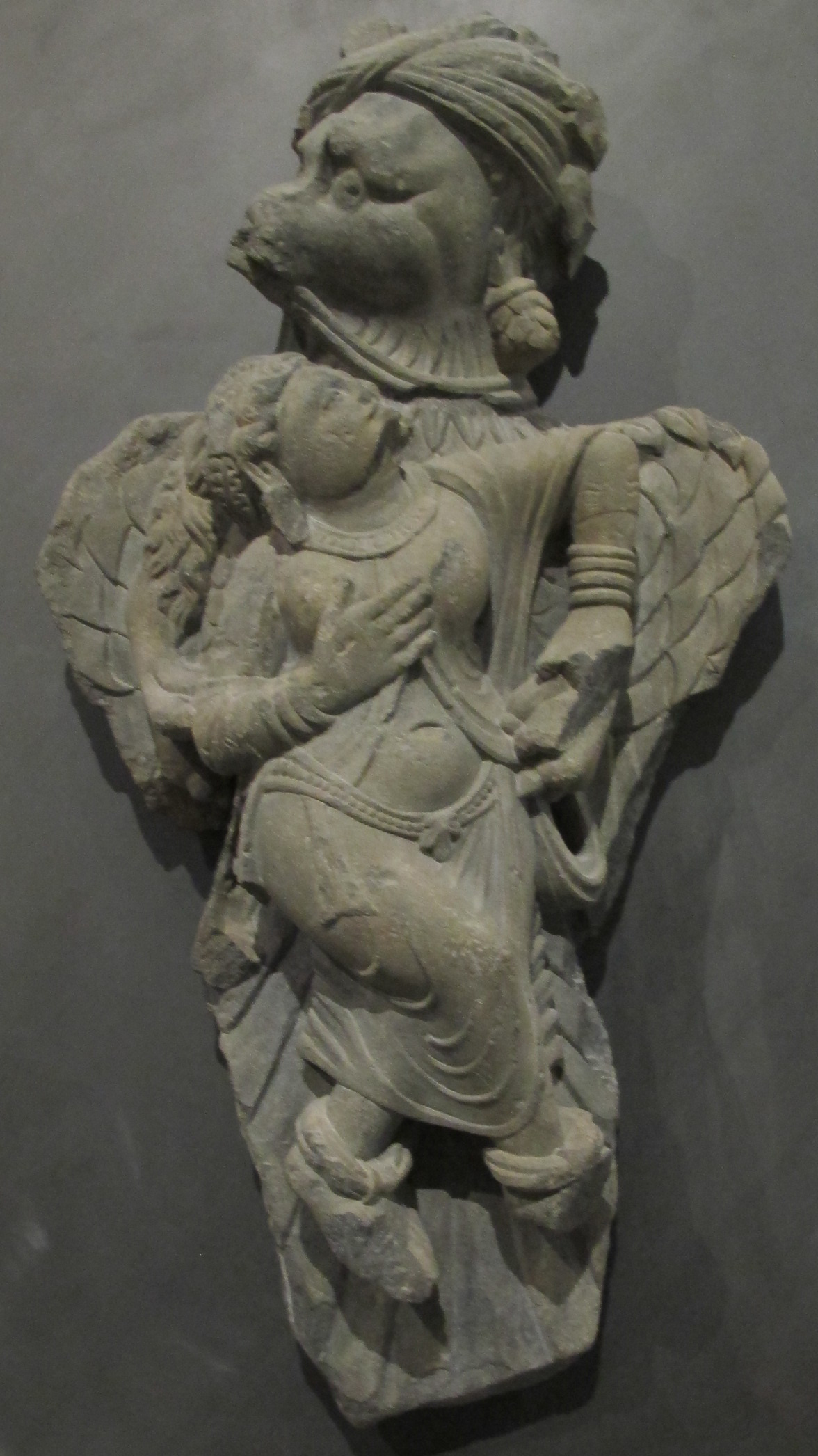
ガルダにより誘拐されるカーカーティ妃

ジャータカの「カーカーティ妃本生物語」に、ナタクヴェラ(Naṭakuvera)はヴァーラーナシーの王に仕える宮廷楽士として登場する。
釈迦は、出家者の戒の不淫に耐えられず還俗しようとする弟子に、次のような話をした。
ガルダにより妻のカーカーティ妃がさらわれた後、ヴァーラーナシーの王はナタクヴェラに探しに行かせた。ナタクヴェラはガルダの羽に隠れてガルダの巣まで行き、カーカーティ妃と性的関係を持った。再びガルダの羽に隠れてヴァーラーナシーへと帰還した後、ナタクヴェラはカーカーティ妃と何があったかを詩にして披露した。それを聞いたガルダは欺かれたと悟り、カーカーティ妃をヴァーラーナシーの王の城へ戻した。
ヴァーラーナシーの王は釈迦の前世(菩薩)で、ナタクヴェラは還俗しようとする弟子の前世だった。

#### 密教
『大孔雀明王経』のヤクシャの王のリストに入っており、そこでは「カーピシーに住む」と書かれているほか、『翻梵語』、『多羅葉記』、『不空羂索神変真言経』、『阿吒薄𤘽付囑呪』
でもナラクーバラに関する記述がある。
また、『陀羅尼集経』、『秘藏金宝鈔 』、『行林抄 』、『異尊抄』、『真言秘法書』では、「オン・ナタクバラ・ソワカ」またはそれに類する真言が書かれており、そのうち3つは毘沙門天の子の最勝太子の真言である。そのほか、経典のリストには以下の書名にナラクーバラの名前が含まれている。
- 『那吒倶鉢囉求成就経』
- 『那吒句鉢羅陀羅尼経』
- 『佛説北方毘沙門天王甘露太子那吒倶伐羅瑟密藏王隨心如意救攝衆生根本陀羅尼』